# Spoltore
Spoltore är en ort och kommun i provinsen Pescara i regionen Abruzzo i Italien. Kommunen hade 19 214 invånare (2018).